# Ernst Zimmermann (konstnär)

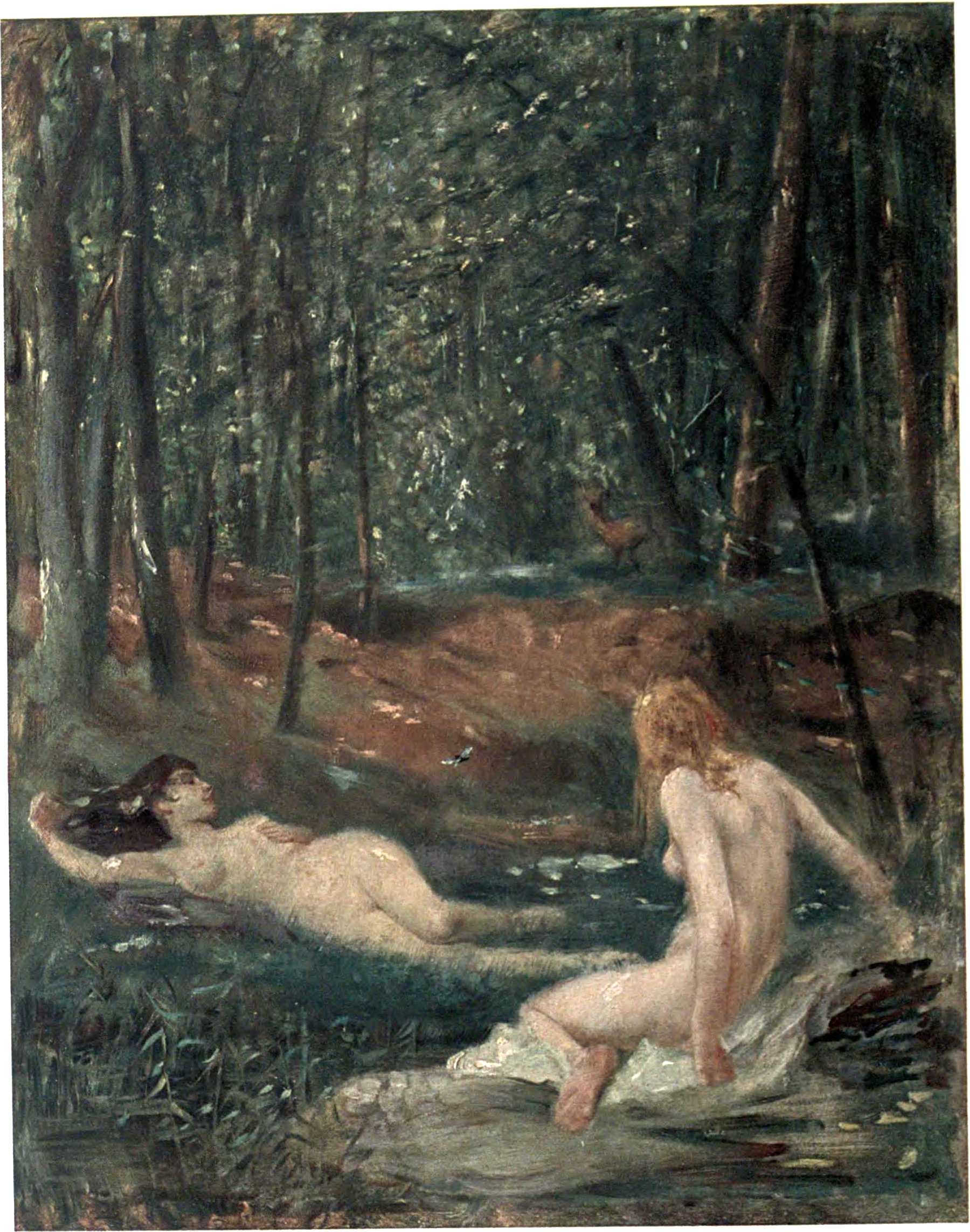
Im Walde av Zimmermann.

Ernst Karl Georg Zimmermann, född den 24 april 1852 i München, död där den 15 november 1901, var en tysk målare, son till Reinhard Sebastian Zimmermann, bror till Alfred Zimmermann.
Zimmermann undervisades av sin far och av Wilhelm von Diez samt gjorde studieresor till Venedig, Paris och Wien. Han målade bland annat en mängd genretavlor, mestadels ur fiskarlivet vid Bodensjön, vidare En ung prinsessas promenad samt Kristus undervisar i templet (uppfattad i för sin tid mycket modern anda).